# Sura chalybea
Sura chalybea is een vlinder uit de familie wespvlinders (Sesiidae), onderfamilie Sesiinae.
Sura chalybea is voor het eerst wetenschappelijk beschreven door Butler in 1876. De soort komt voor in het Oriëntaals gebied.